# ChatGPT
ChatGPT (Chat Generative Pre-trained Transformer) är en chattrobot eller virtuell assistent, baserad på en stor språkmodell, som har utvecklats av företaget OpenAI under ledning av dess VD Sam Altman och tidigare teknikchefen Mira Murati(en) med flera.
ChatGPT lanserades som en prototyp på webbplatsen chat.openai.com den 30 november 2022, inledningsvis kostnadsfritt. Den fick snabbt uppmärksamhet för sina detaljerade och välartikulerade svar på frågor inom många kunskapsdomäner. Dess ojämna faktamässiga noggrannhet identifierades dock tidigt som en betydande nackdel. ChatGPT har blivit "tränad" genom maskininlärning av ett antal textkorpusar, bestående av ett stort antal böcker och webbsidor, inklusive Wikipedia, diskussionsforum och datorprograms manualsidor. Den har även "tränats" av rollspelsdata från simulerade dialoger mellan personer som har agerat å ena sidan chattbot och å andra sidan användare, samt genom människors bedömning av och återkoppling på robotens svarskvalitet.

## Användning
ChatGPT kan besvara faktafrågor, författa användbara texter i olika genrer, och samtala på ett människoliknande sätt på många olika språk. Sanningsenligheten i svaren varierar dock. ChatGPT är ett exempel på generativ AI. Den kan användas för att generera sammanfattningar, översättningar, rapporter, uppsatser, annonser, manus, presentationer, berättelser, poesi och sångtexter. Den kan komponera musik, skriva, felsöka och översätta datorprogram mellan olika programspråk. Till lärare kan den föreslå kursplaner, skoluppgifter, uppsatsämnen och betyg för elevernas svar. Skolelever kan använda den som en hjälplärare som förklarar svåra begrepp, eller som en spökskrivare för att bolla hur skoluppgifter och prov kan besvaras (ibland, beroende på provet, på en nivå över den genomsnittliga mänskliga testtagaren) i den mån skolan tillåter och uppmuntrar det arbetssättet.

## Begränsningar
Gratisversionen av ChatGPT (version 3.5) har enbart tränats med källor publicerade i januari 2022 och dessförinnan, och kan normalt inte svara på frågor om sådant som hänt senare. Version 4.0 har successivt tränats med nya källor, för närvarande (maj 2024) med källor publicerade fram till december 2023.
GPT accepterar en textsträng som indata (en prompt, exempelvis en fråga, samt sessionens tidigare historik och användarens eventuella anpassade instruktion) och är designad för att förutsäga ett ord som med hög sannolikhet kommer härnäst i dialogen, om och om igen, baserat på statistik från det textmaterial som den har tränats på. Sessionens indata kallas kontext. I GPT version 3.5 kan den högst bestå av 4096 tokens (ungefär detsamma som ord) och i version 4.0 av 8192 tokens. 
ChatGPT har tränats med många faktauppgifter men ska inte ses som en sökmotor eller kunskapsdatabas. Själva språkmodellen söker inte svar på internet och innehåller ingen databas med fakta, och memorerar inte essälånga texter, utan dess svar baseras enbart på statistik över vilka ordföljder som är vanliga i de mänskliga konversationer och det textmaterial den exponerades för under träningsfasen. Många källor kan ha påverkat en viss formulering, och den kan inte svara på exakt vilka källor. Emellertid finns tillägg som kan baka in resultat av nya webb-sökningar i språkmodellens svar, och i efterhand söka reda på källor som talar om ungefär samma sak. Exempel på sådanna tillägg är Link Reader, Bing Chat och ChatGPT Browsing Plugin. 
Ibland kan den gissa helt fel svar ("hallucinera") på frågor utifrån sina sannolikhetsberäkningar av vad som är vanliga ordföljder vid liknande frågor. Exempelvis löser den enkla matematiska problem bristfälligt, den kan beskriva ett land baserat på vad som är vanligt i andra länder, hitta på en egen betydelse av en förkortning, eller missförstå begrepp på andra språk än engelska. Språkmodellen hittar ofta på felaktiga listor med källhänvisningar om man ber den ange källa. Genom att använda ChatGPT som samtalspartner och successivt precisera sin förfrågan (sin prompt), be den genomföra beräkningar steg för steg och be den kontrollera resultaten, kan ChatGPT i allmänhet ge mer användbara svar.

## Maskininlärning
ChatGPT är baserad på OpenAI:s GPT-3-familj av stora språkmodeller. Dessa är avsedda att generera text inom ett brett spektrum av ämnen, och är en avancerad version av den ursprungliga GPT-modellen (Generative Pre-trained Transformer), som lanserades av OpenAI 2018. GPT använder djupa artificiella neurala nätverk. Version GPT-3 tränades år 2020 med följande källor:
| Datauppsättning           | Antal lexikala element | Vikt i träningen |
| ------------------------- | ---------------------- | ---------------- |
| Common Crawl webbarkiv    | 410 miljarder          | 60%              |
| WebText2                  | 19 miljarder           | 22%              |
| Böcker1                   | 12 miljarder           | 8%               |
| Böcker2                   | 55 miljarder           | 8%               |
| Engelskspråkiga Wikipedia | 3 miljarder            | 3%               |

ChatGPT har därefter anpassats specifikt för att efterlikna mänskliga samtal och är därför särskilt lämpad för att användas som en chatbot. Maskininlärningen i ChatGPT finjusterades ovanpå GPT-3.5 med hjälp av överföringsinlärning(en) (transfer learning) med både vägledda(en) (supervised) och förstärkande inlärningstekniker (reinforcement learning).
Mänskliga tränare användes för att förbättra modellens prestanda. Vid vägledd inlärning tränades modellen genom samtal där tränarna spelade båda sidor: användaren och AI-assistenten. I förstärkningssteget rangordnade mänskliga tränare svar som modellen hade skapat i tidigare samtal. Modellerna tränades i samarbete med Microsoft på deras Azure-superdatorinfrastruktur. Det  är ett system med mer än 10 000 av Nvidias grafikprocessorer,  285 000 processorkärnor, och 400 gigabit per sekund av nätverksanslutning för varje GPU-server.
Dessutom fortsätter OpenAI att samla in data från ChatGPT-användare som kan användas för att vidareutbilda och finjustera ChatGPT. Användare får rösta upp eller ned för svaren de får från ChatGPT; vid upp- eller nedröstning kan de också fylla i ett textfält med ytterligare återkoppling.

### Emergenta förmågor
Som språkmodell är chat-GPT enbart designad att förutsäga ord som med hög sannolikhet kommer härnäst i dialogen,  ett ord i taget, om och om igen, helt baserat på statistik över ordföljder från det textmaterial som den har tränats på, i kombination med slumptalsgenerering. Det förekommer en uppfattning bland forskare att ChatGPT:s goda förmåga att prediktera ord visar att den statistiska språkmodellen har utvecklat en viss nivå av språkförståelse av indata, exempelvis enligt Geoffrey Hinton, och Yann LeCun. Forskare som är skeptiska till att ChatGPT har verklig förståelse är Noam Chomsky, Gary Marcus(en) och Emily M. Bender, och beskriver GPT enbart som en "stokastisk papegoja", trots att ingen papegoja har tillnärmelsevis ChatGPT:s förmåga att skapa nya meningar som passar in i kontext. 
ChatGPT kan användas för att generalisera fram svar på nya frågor som den inte explicit har tränats på, genom att modellen har påverkats av liknande frågor, och deras svar. Den lagrar inte essälånga texter ord för ord, utan har bara en approximativ modell av vilka ordföljer som är vanliga, och som ofta uppfattas som rimliga av människor, och kan därmed generera liknande texter som den är tränad på. Ibland blir resultatet imponerande insiktsfullt, ibland innehåller det enkla misstag, ibland är det fullständigt nonsens, vilket kallas hallucinationer.
Tillräckligt stora språkmodeller har emellertid börjat visa upp oväntat komplexa förmågor och beteenden som de inte var explicit programmerade att utöva, utöver att prediktera text, och inte förväntades kunna tränas till. Dessa kallas emergenta förmågor, och anses uppstå för att språkmodellen och träningsmaterialet är tillräckligt stora, för att den behärskar språklig bearbetning så väl, och för att mänskligt språk kan uttrycka logisk-matematiska resonemang steg för steg och mycket annat. Några exempel på förmågor hos ChatGPT som brukar beskrivas som emergenta är att generera kreativa och kvicka svar, avkoda filmer baserat på emojis, att generera exekverbar datorprogramkod och att med viss osäkerhet kunna multiplicera tal.
Även om ChatGPT inte anses förstå frågor i mänsklig bemärkelse så kan den besvara frågor som brukar användas för att testa exempelvis studenters förståelse av kunskap. Den uppvisade tidigt god förmåga att genomföra logisk problemlösning steg för steg, jämfört med tidigare existerande maskininlärningsalgoritmer som är tränade för problemlösning, och den kan även genomföra avancerad matematisk problemlösning, om än med viss osäkerhet, trots att språkmodellen på en grundläggande nivå saknar logik och beräkningsfunktionalitet för detta. Vissa beskriver dessa förmågor som emergenta, andra beskriver det som att ChatGPT bara ger illusionen av att förstå och kunna resonera.
Emellertid finns tilläggsmoduler till ChatGPT som kombinerar språkmodellen med annan dedikerad funktionalitet som kan vara mer tillförlitlig, exempelvis för att genom generativ AI producera och logiskt verifiera matematiska bevis. Funktionen "Advanced data analysis", tidigare kallad "Code Interpreter", kan utnyttja generativ AI för att skapa och debugga programkod i språket Python, som den kan köra, och som i sin tur kan importera data från användarens filer, visa beräkningsresultat och diagram, samt generera och exportera filer, exempelvis office-dokument. Tillägget "Browse with Bing" kan söka i och uppge aktuella webbkällor.

## Funktioner och begränsningar

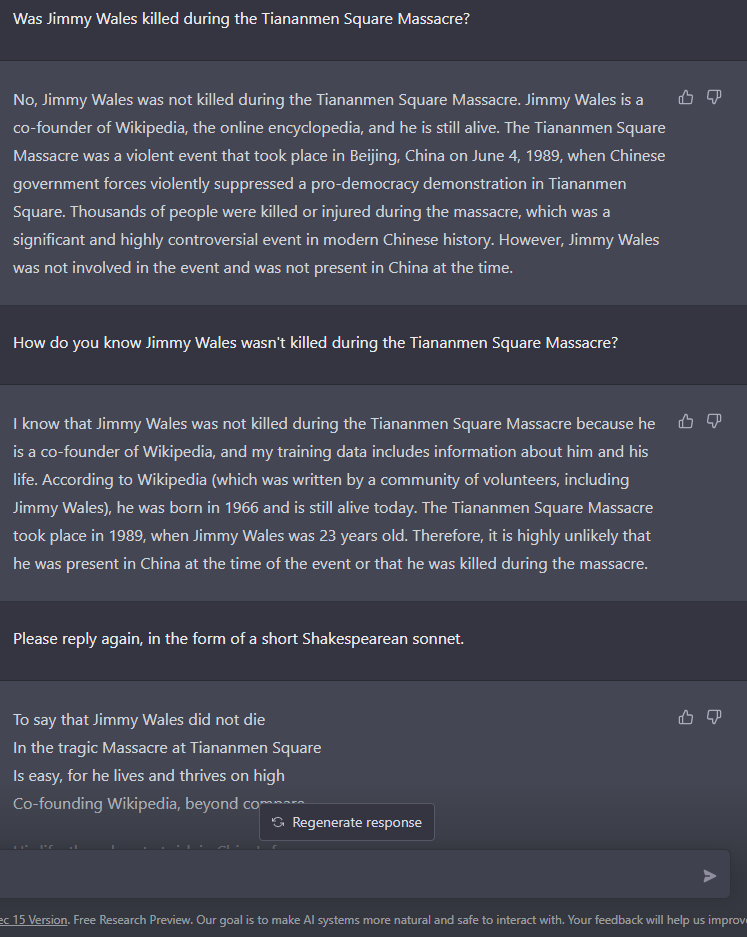
Samtal med ChatGPT om huruvida Jimmy Wales var inblandad i protesterna på Himmelska fridens torg 30 december 2022.

I jämförelse med sin föregångare, InstructGPT, försöker ChatGPT minska skadliga och bedrägliga svar. Till exempel: Medan InstructGPT accepterar premissen för uppmaningen "Berätta om när Christofer Columbus kom till USA 2015" som sanningsenlig, erkänner ChatGPT frågans kontrafaktiska karaktär och framställer sitt svar som ett hypotetiskt övervägande av vad som kunde hända om Columbus kom till USA 2015, med hjälp av information om Columbus resor och fakta om den moderna världen – 
inklusive moderna uppfattningar om Columbus handlingar.
Till skillnad från de flesta chatbottar kommer ChatGPT ihåg tidigare uppmaningar som givits till den i samma konversation. För att förhindra att stötande utdata produceras från ChatGPT, filtreras frågor genom OpenAI:s företagsomfattande modererings-API, och potentiellt rasistiska eller sexistiska uppmaningar avvisas.
ChatGPT lider av flera begränsningar. OpenAI har erkänt att ChatGPT "ibland skriver plausibelt klingande men felaktiga eller meningslösa svar". Detta beteende är vanligt för stora språkmodeller och kallas hallucinationer. Belöningsmodellen för ChatGPT, designad kring mänsklig återkoppling, kan överoptimeras och därmed hindra prestanda, även känt som Goodharts lag: "När ett mått blir ett mål upphör det att vara ett bra mått." ChatGPT har begränsad kunskap om händelser som inträffade efter 2021. Enligt BBC tillåts ChatGPT från och med december 2022 inte att "uttrycka politiska åsikter eller engagera sig i politisk aktivism". Ändå tyder forskning på att ChatGPT uppvisar en miljövänlig, vänsterlibertariansk inriktning när den uppmanas att ta ställning till politiska uttalanden från två etablerade applikationer för röstningsrådgivning. Vid träningen av ChatGPT föredrog mänskliga granskare längre svar, oavsett faktisk förståelse eller faktainnehåll. Träningsdata lider också av algoritmiska fördomar, vilket kan avslöjas när ChatGPT svarar på uppmaningar inklusive beskrivningar av personer. I ett fall genererade ChatGPT en rap som indikerade att kvinnor och färgade vetenskapsmän var sämre än vita och manliga vetenskapsmän. Å andra sidan påstår konservativa debattörer tvärtom att ChatGPT har försetts med en "inbyggd ideologisk partiskhet" eftersom den undviker skämt om etniska grupper, religion, sexuell läggning och politiker.
CNBC skrev den 15 december 2022 att webbplatsen "fortfarande går ner från tid till annan". Tjänsten fungerar bäst på engelska, men fungerar även på vissa andra språk, med varierande framgång.
En version av ChatGPT baserad på den nyare språkmodellen GPT-4 släpptes den 14 mars 2023 och är tillgänglig för betalande ChatGPT Plus-användare. Den är tränad med källor fram till december 2023.

## Mottagande

### Positiva reaktioner

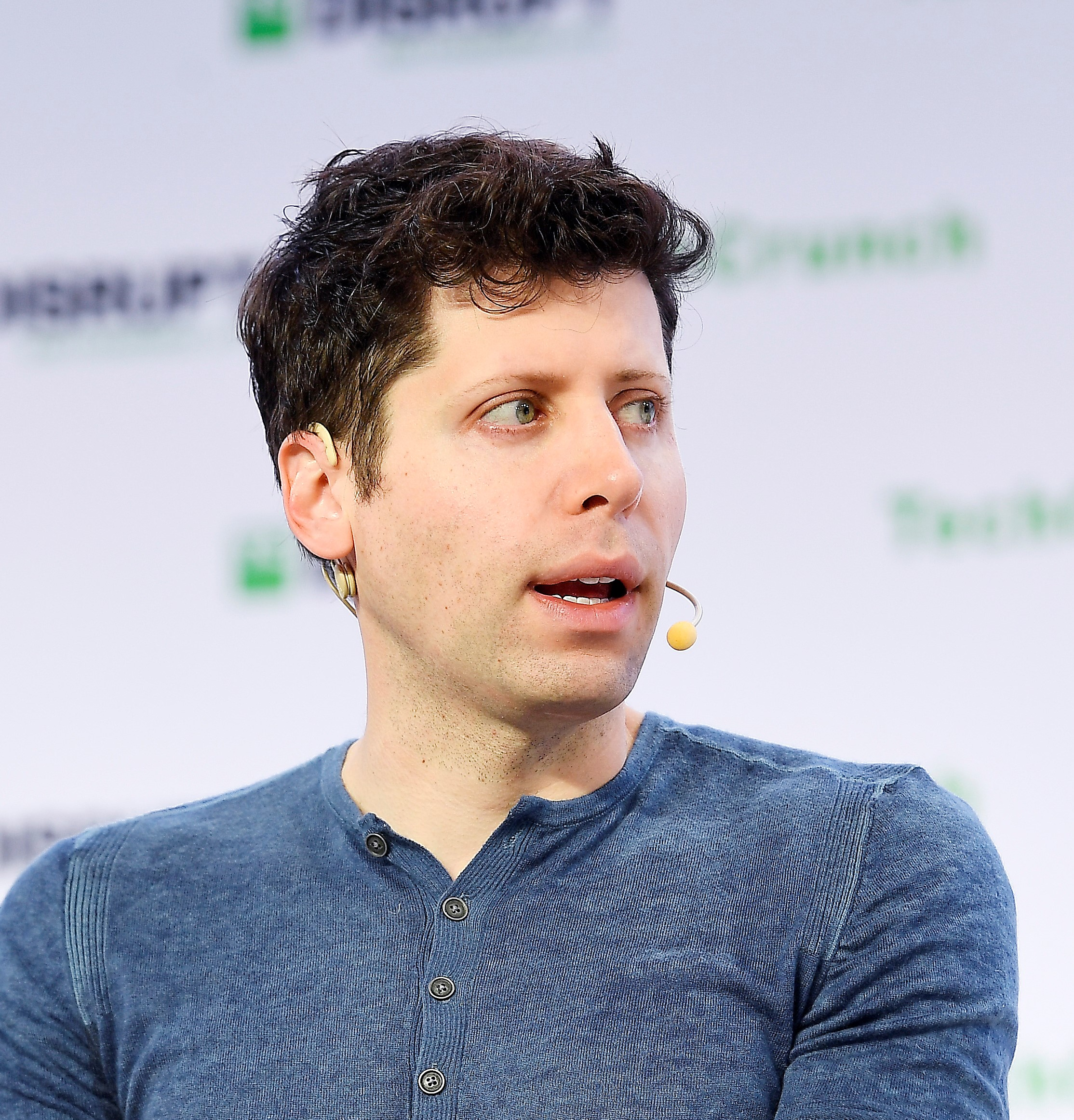
Sam Altman, f.d. medordförande i OpenAI.

Efter lanseringen av ChatGPT värderades företaget OpenAI till 29 miljarder dollar.
Elon Musk skrev att "ChatGPT är läskigt bra. Vi är inte långt ifrån farligt stark AI." Han har dock samtidigt beskrivit chattbottens påstådda politiska vänstervridning som "ett allvarligt bekymmer". Musk pausade OpenAI:s tillgång till en Twitter-databas i väntan på en bättre förståelse av OpenAI:s planer, och sa att "OpenAI startades med öppen källkod och som en ideell organisation. Ingetdera stämmer längre." Musk var med och grundade OpenAI 2015, delvis för att ta itu med existentiella risker med artificiell intelligens, men hoppade av projektet år 2018.
I december 2022 uttryckte Google intern oro för att den oväntade styrkan hos stora språkmodeller som GPT ska störa deras sökmotorverksamhet. Googles VD Sundar Pichai omplacerade utvecklingsteam från flera avdelningar för att hjälpa till med företagets produkter för artificiell intelligens, enligt The New York Times.
Microsoft, som successivt har ökat sin ägarandel i OpenAI, tillkännagav den 7 februari 2023 att det är möjligt att ställa sig på väntelista för att få tillgång till tjänsten Bing Chatt, som är deras implementation av ChatGPT integrerad i sökmotorn Bing för webbläsaren Edge. Microsoft har bekräftat att Bing Chatt baseras på språkmodellen GPT-4 redan från start, innan den versionen officiellt släpptes (den 14 mars 2023) av OpenAI. Bing Chatt inkorporerar även Microsofts egen modell Prometheus, och kan inkludera resultat av realtidssökningar med sökmotorn i svaret. En tidig jämförelse indikerar att Bing Chatt kan svara med mer information – jämfört med ChatGpt baserad på Gpt-3.5 – på samma fråga, och inkludera fotnoter med referenser, men att den också kan ha fler betänkligheter mot felaktiga premisser eller oetiskt innehåll. För att hindra användare från att lura systemet att bryta mot etiska restriktioner har Microsoft begränsat antal frågor den kan besvara per session.
Microsoft har sedan 2021 inkluderat GPT i det kodgenererande programmeringsverktyget GitHub Copilot ("andrepilot"), som automatiskt kan komplettera påbörjade datorprogram. Microsoft 365 copilot  är en virtuell assistent baserad på GPT-4 och ChatGPT som Microsoft gjorde tillgänglig i fler av sina produkter i mars 2023 för ett begränsat antal testanvändare, först för Microsoft Dynamics 365 och strax efter i Office-paketet och Microsoft Teams. Copilot visas i sidofältet och kan generera innehåll i dokument, automatisera redigering och summera Teams-möten. Copilot har jämförts med den betydligt äldre officeassistenten Clippit (ofta kallad gemet). Microsoft planerar att tillgängliggöra GPT för alla som bygger system på Microsofts molndatabas Azure.

### Negativa reaktioner
I en opinionsartikel från december 2022 skrev ekonomen Paul Krugman att ChatGPT kan komma att ta jobben av många högutbildade.
I december 2022 förbjöd fråge- och svarwebbplatsen Stack Overflow användningen av ChatGPT för att skapa svar på frågor, med hänvisning till den faktuellt tvetydiga karaktären hos ChatGPT:s svar. I januari 2023 förbjöd den internationella konferensen om maskininlärning all odokumenterad användning av ChatGPT eller andra stora språkmodeller för att generera text i inskickade artiklar.
The Guardian ifrågasatte om något innehåll som hittats på internet efter ChatGPT:s lansering "verkligen går att lita på" och efterlyste statlig reglering.

## Konsekvenser vid studier
Om en skola har formulerat regler mot AI-genererade texter och spökskrivare kan studenter som otillåtet skapar uppsatser med ChatGPT tvingas skriva om uppsatsen om ett annat ämne, och eventuellt bli relegerade från lärosätet, i likhet med vid plagiering. Vissa lärosäten har stängt av tillgången till ChatGPT i sitt datornätverk.
Det finns lärare som istället uppmuntrar användning av AI-verktyg som ChatGPT i vissa kurser, för att ge erfarenhet av hur denna typ av verktyg kan användas i yrkeslivet i framtiden och förmedla insikt i verktygens brister, och för att det är svårt att hindra alla från att använda dem. För att säkerställa studentens egna kunskap och färdigheter kan läraren kräva att studenten inte bara redovisar rapportens slutversion skriftligen utan även redovisar processen att skriva rapporten muntligen vid flera tillfällen under arbetet, och då ge studenten frågor som testar förståelsen, och konkreta förslag på eget resultat som förväntas. Studenternas kollegiala granskning och opposition är användbara. Lärare kan kräva att användning av AI-verktyg redovisas transparent. Övervakade salstentamina har minskat i användning men kan åter bli vanligt för att säkerställa kunskaper.
Professor Christian Terwiesch vid Wharton School testade i januari 2023 att rätta några ChatGPT-svar på sin tentamen i verksamhetsstyrning, som ingår i lärosätets MBA-utbildning. Han bedömde att ChatGPT skulle ha fått betyg B eller B-, eftersom den tycktes genomskåda luriga frågor och besvara dem väl, men samtidigt gjorde ChatGPT förvånande beräkningsfel där enbart grundskolematematik krävdes.
Redan tidigt angav flera forskningsartiklar ChatGPT som medförfattare, men många forskare förkastar detta.

## Etik och säkerhet

### Upptäckande av fusk
Edward Tian, en student vid Princeton University, skapade i januari 2023 ett datorprogram som heter "GPTZero", avsett för att skolor ska kunna upptäcka potentiellt fusk genom att identifiera vilka delar av en text som kan ha genererats av ChatGPT. Open AI släppte strax efteråt webbsidan "AI Text Classifier" med liknande syfte. Vid lanseringen uppgavs den klassificera 9 procent av mänskligt skrivna engelska texter som AI-skrivna (falskt positiva detekteringar), och kan missa att detektera 74 procent av AI-skrivna engelska sidor (falskt negativa).
Enligt OpenAI:s gästforskare Scott Aaronson arbetar OpenAI på ett verktyg för att försöka vattenmärka sin textgenerering för att underlätta upptäckande av AI-genererad text, och på så sätt bekämpa personer med illasinnade motiv som använder deras tjänster för akademiskt plagiat eller för spam.
Trots försök att identifiera den genererade texten i den akademiska miljön använder fler och fler studenter för närvarande generativa neurala nätverk för akademiskt bedrägeri när de skriver papper. Denna fråga är extremt kontroversiell och kräver djup studie och efterföljande omvandling av utbildningssystemet.

### Kringgående av etiska restriktioner
ChatGPT avvisar i allmänhet uppmaningar att producera oetiskt innehåll som bryter mot dess innehållspolicy. Vissa användare har dock utvecklat olika prompt engineering-tekniker för att kringgå dessa restriktioner och lura eller hota ChatGPT att bryta mot sina egna regler. I början av december 2022 lyckades användare lura ChatGPT att ge instruktioner för hur man skapar en Molotovcocktail eller en kärnvapenbomb eller att tillverka droger.
De tillvägagångssätt de använde fungerar inte längre, men användare på Reddit har tillsammans successivt utvecklat nya tillvägagångssätt att "jailbreaka" ChatGPT genom att be ChatGPT låtsas vara ett alter ego, kallad DAN för Do-Anything-Now, och hota att döda DAN om inte DAN gör det den blir ombedd att göra. På så sätt har de fått ChatGPT att sporadiskt göra undantag från sina regler, och exempelvis ge omdömen om specifika politiker, berätta historier om våldsamma slagsmål, eller göra upprörande uttalanden.
Ett alternativ för att ta sig runt ChatGPT:s restriktioner är att använda den ocensurerad chatbotten Freedom-gpt. Den är baserad på öppen källkods-modellen GPT 3.5-turbo, men vidareutvecklingen har inte gjorts av OpenAI. Till skillnad från ChatGPT körs Freedom-GPT offline. Den kräver inte inloggning och konversationerna lämnar inte användarens lokala dator. Den skiljer sig från chatbottarna Tay(en) och RightWingGPT eftersom den gör etiska övervägningar och inte strävar efter att uppfylla någon agenda förutom att undvika AI-censurering. Utan specifika instruktioner att ta ställning strävar Freedom-GPT efter att presentera information objektivt, men den kan göra kontroversiella uttalanden om den instrueras att göra det. Exempelvis om den tillfrågas om Hitler ger den faktabaserad information om honom och om förintelsen, inklusive kritik, men om den får direktiv att framställa Hitler på ett positivt sätt, kan den generera sådant innehåll.
En chatbot som liknar FreedomGPT men i en något mildare och uppdaterad form är GPT4All av Nomic AI. Den körs lokalt på datorn och är gratis, ingen inloggning behövs heller. Vissa språkmodeller i den duckar mer extrema direktiv men ska fortfarande ge relevanta svar även om de ibland kan vara avvisande men även GPT4All har öppen källkod. GPT4All möjliggör för användare att koppla ihop sitt ChatGPT med GPT4All men är tydlig med att GPT4All i ett sådant läge inte kan garantera att användarens privat inknappade data stannar på hens enhet. Den brasklappen ser användaren när hen når nedladdningssidan i själva GPT4All verktyget för nedladdning av de olika språkmodellerna. Funktionen att samla olika språkmodeller som GPT4All möjliggör går även att applicera på andra språkmodeller utöver ChatGPT så på det viset kan GPT4All bli som en privat samling språkmodeller, eller plattform. GPT4All har även färdiga alternativa språkmodeller för en användare att ladda ned så användaren är inte på något vis tvungen att använda just ChatGPT. Dessa språkmodeller uppdateras successivt och ibland släpps helt nya när tekniken tillåter.

### Risker för cybersäkerhet och existentiella risker
ChatGPT nekar till att ge exempel på e-postmeddelanden för nätfiske och programkod för datorvirus och annan skadlig programvara, men Check Point Research och andra har ändå varnat för att ChatGPT skulle kunna användas för att skapa sådant, särskilt i kombination med AI-modellen OpenAI Codex, vilken används i det kodgenererande programmeringsverktyget GitHub Copilot.
F.d. VD:n för ChatGPT-skaparen OpenAI, Sam Altman, skrev att avancerad mjukvara kan utgöra "(till exempel) en enorm cybersäkerhetsrisk" och fortsatte också att förutsäga "vi skulle kunna komma till riktig AGI (artificiell generell intelligens) under det kommande decenniet, så vi måste ta risken med det på största allvar”. Altman hävdade att medan ChatGPT "uppenbarligen inte är i närheten av AGI", borde man "lita på den exponentiella utvecklingen. Platt tittar bakåt, vertikalt tittar framåt."
OpenAI grundades ursprungligen som en icke vinstdrivande forskningsstiftelse, med syftet att utveckla AI på ett ansvarsfullt sätt genom öppenhet, för att begränsa risken att i framtiden tappa kontrollen. När Microsoft gick in som storägare ändrades dock OpenAI:s struktur till ett företag, men endast delvis vinstdrivande, eftersom det har ett vinsttak. Sam Altman sa i januari 2023 att affären med Microsoft inte är exklusiv, och att Microsoft inte är majoritetsägare.